# Nguyễn Thị Thanh Hòa
Nguyễn Thị Thanh Hòa là nguyên Ủy viên Ban Chấp hành Trung ương Đảng Cộng sản Việt Nam khóa XI, nguyên Chủ tịch Hội Liên hiệp Phụ nữ Việt Nam.
Bà sinh ngày 3 tháng 11 năm 1954, nguyên quán tại xã Nội Duệ, huyện Tiên Du, tỉnh Bắc Ninh. Bà là đại biểu Quốc hội Việt Nam khóa 13, thuộc đoàn đại biểu Bắc Ninh.
1. 1 2  "Danh sách Đại biểu Quốc hội khóa XIII". Quốc hội Việt Nam. Bản gốc lưu trữ ngày 12 tháng 10 năm 2013. Truy cập ngày 5 tháng 9 năm 2012.